# Сцена Off театар — Трећа половина

Сцена Off театар — Трећа половина је позориште у Нишу, настало 1979. године као Омладинска сцена при тадашњем дому културе у Нишу. Позориште је данас подељено на омладинску сцену „Трећа половина” и на професионалну сцену „Сцена оф”. Оснивачи су Десимир Станојевић, новинар Тимошенко Милосављевић и Мирољуб Јовановић 
Кроз омладинску сцену прошло је до 2019. године преко 700 младих, од којих су њих 20 постали професионални глумци. Од 1997. године сцену младих воде глумци Народног позоришта у Нишу Ивана Недовић и Мирољуб Недовић. Професионална сцена је почела са радом 1986 год Оснивачи : Ивана и Мирољуб Недовић – глумци Нишког Народног Позоришта.
У раду ове сцене учествују глумци Нишког Народног и Позоришта лутака Ниш.

## Учешће на фестивалима
Позориште је учествовало на следећи фестивалима и освојило је следеће награде:
- 3. Фестивал Еколошког позоришта за децу Бачка Паланка 1997. године
- Представа "Марко Краљевић и Муса Кесеџија" награда за најбољи текст - Мирољуб Недовић и најбоља ауторска музика - Борко Младеновић.
- Фестивал за децу у Котору Оф театар два пута са представом "Снежана и седам патуљака" адаптација текса Мирољуб Недовић.
- "Марко Краљевић и Муса Кесеџија" текст и режија Мирољуб Недовић.
- Фестић у Београду са представом "Сама у кући " текст и режија Мирољуб Недовић и специјална награда Нађа Недовић.